# Зеподя (Харгіта)
Зеподя (рум. Zăpodea) — село у повіті Харгіта в Румунії. Входить до складу комуни Гелеуцаш.
Село розташоване на відстані 279 км на північ від Бухареста, 68 км на північний захід від М'єркуря-Чука, 134 км на схід від Клуж-Напоки, 139 км на північ від Брашова.

## Населення
За даними перепису населення 2002 року у селі проживали 19 осіб, усі — румуни. Усі жителі села рідною мовою назвали румунську.